# Котлов, Фёдор Васильевич
Котлов Фёдор Васильевич (13 июня 1905, Нижний Новгород — 12 марта 1991, Москва) — доктор геолого-минералогических наук, профессор, директор ПНИИИС. Известный учёный в области инженерной геологии, участник Великой Отечественной войны.

## Биография
С 1926 года член ВКП(б). В 1931 году поступил на гидрогеологическое отделение МГРИ, закончил его в 1937 году. Ещё студентом принимал участие в производственных изысканиях по строительству канала имени Москвы. В 1940 году зачислен в заочную аспирантуру МГРИ. В 1937-41 годах руководил инженерно-геологическими изысканиями в Москве и Московской области. С 1941 года работает ассистентом, а затем доцентом на кафедре гидрогеологии.

### Участие в Великой Отечественной войне
К началу войны Котлов уже является крупным специалистом в области инженерной геологии. В июле 1941 года во МГРИ была организована общемосковская группа, в которую вошли около 60 специалистов — геологов и гидрогеологов, не только участвовавших в оборонительных работах, но и консультировавших строителей при создании на подступах к Москве нескольких линий обороны. В состав группы, ставшей фактически военно-геологическим штабом обороны Москвы, входили такие известные учёные, как члены-корреспонденты АН СССР Ф. П. Саваренский, Г. Н. Каменский, доктора наук Е. В. Шанцер, И. Я. Пантелеев, Ф. Ф. Лаптев и другие. Ими были составлены военно-геологические карты источников резервного водоснабжения Москвы, карты месторождений строительных материалов, инженерно-геологических условий фортификационного строительства.
В октябре 1941 года были сформированы рабочие коммунистические батальоны, состоявшие из добровольцев-москвичей. Семнадцатого октября 1941 года Котлов добровольно вступает в ряды РККА в составе Московской коммунистической дивизии. Место призыва: Красно-Пресненский РВК.
15 января 1942 года на основе Московской коммунистической дивизии была сформирована 130-я стрелковая дивизия, с которой Котлов . направляется на Северо-Западный Фронт, в район Демянского «котла» в составе 3-ударной армии. В боевых действиях принимал участие с 19.02.1942. Майор Котлов в дивизии занимал должности старшего политрука и начальника инженерной службы (с апреля 1942).
В мае 1942 года в районе Большое и Малое Врагово началось в общее наступлении на Демянскую группировку противника. Под непосредственным руководством Ф. В. Котлова группа из 200 саперов под огнём противника вытащила в период с 20 по 21 мая 1942 года 5 застрявших в болоте танков Т-34. За этот подвиг Котлов Ф. В. 14.06.1942 был представлен к ордену Отечественной Войны II степени.
В августе 1942 у реки Робья(Старорусский район Новгородской области) Котлов Ф. В. организовал сооружение моста на противоположный берег, занятый немцами.
Восьмого декабря 1943 года 130 СД была переименована в 53-гвардейскую. По руководством Котлова Ф. В. проводилось закрепление занятых рубежей, минирование опасных участков, разминирование, сооружение мостов и дорог, переоборудование вражеских укреплений. Приказом от 14.05.1943 года гвардии майор Котлов награждается орденом Красной Звезды.

### Послевоенные годы
Осенью 1943 года Котлов переводится в трест специального геологического картирования «Спецгео» начальником отдела военной геологии. С 1 декабря 1943 года приступает к исполнению обязанностей директора МГРИ. В 1946 году защищает кандидатскую диссертацию «Культурный слой г. Москвы и его инженерно-геологическая характеристика». В октябре 1949 года прикомандирован в докторантуру лаборатории гидрогеологических проблем им. Ф. П. Саваренского АН СССР по специальности «Инженерная геология». C 1952 года сотрудник вышеназванной лаборатории. С 1952 года работал в Лаборатории гидрогеологических проблем АН СССР имени Ф. П. Саваренского. C 1963 года Котлов — руководитель отдела, в последние годы профессор-консультант ПНИИИС. В 1963 году защитил докторскую диссертацию «Проблемы инженерной геологии Москвы». Котловым проведены инженерно-геологические изыскания более 20 городов СССР, особенное внимание он уделял Москве.
Умер 12 марта 1991 года в Москве. Похоронен в колумбарии Нового Донского кладбища (колумбарий 22, секция 56).

### Достижения
- Автор 170 опубликованных работ, в том числе 7 монографий по вопросам инженерной геологии, гидрогеологии, военной геологии и охраны геологической среды.
- Основоположник двух новых научных направлений:
  - инженерной геологии городов;
  - изменения геологической среды, теории и методики изучения антропогенных геологических процессов.
- Награждён орденами Отечественной войны II степени, Красной Звезды, Знаком Почёта и 15 медалями.

##### Значимые работы
- Культурный слой Москвы и его инженерно-геологическая характеристика 1947, к 800-летию Москвы
- «Изучение природных условий территории г. Москвы под влиянием деятельности человека и их инженерно-геологическое строение» 1962
- «Город и геологические процессы» 1967
- «Антропогенные геологические процессы и явления на территории города» 1977
- «Изменения геологической среды под влиянием деятельности человека» 1978

Котлову длительное время принадлежал приоритет в изучении антропогенных образований.

## Награды и звания
- 2 ордена Отечественной войны II степени (14.01.1943; 11.03.1985)
- орден Красной Звезды (14.05.1943)
- орден «Знак Почёта» (27.03.1954)
- медали
- Заслуженный деятель науки и техники РСФСР (1972)